# Riserva naturale orientata Bosco Pantano di Policoro
La riserva naturale orientata Bosco Pantano di Policoro è un'area naturale protetta situata nei comuni di Policoro e Rotondella, in provincia di Matera. La riserva, istituita nel 1999, occupa una superficie di 500 ettari, di cui 21 sono oasi del WWF Italia detta Oasi WWF Policoro Herakleia.
La riserva include il sito di interesse comunitario (SIC) “Bosco Pantano di Policoro e Costa Ionica Foce Sinni”.

## Territorio
Il territorio alterna una zona paludosa a canneti, il Pantano di Policoro, al bosco planiziale di Policoro, che conserva solo una piccola parte di una delle foreste planiziali più importanti dell'Italia meridionale: il Bosco di Policoro è ciò che resta dei due nuclei dei boschi del Pantano soprano e del Pantano sottano.
Nel 1931 vennero censiti 1600 ettari di bosco; oggi ne restano 680 e subiscono l'attività antropica e la siccità.

## Storia
La Riserva è stata istituita con la Legge Regionale n. 28 dell'8 settembre 1999.

## Fauna
Il Pantano di Policoro è un'importante area di sosta per numerosi uccelli migratori, di cui sono state censite circa 170 specie. Tra esse sono ben rappresentati l'airone bianco maggiore (Casmerodius albus), l'airone cenerino (Ardea cinerea), la garzetta (Egretta garzetta), il chiurlo maggiore (Numenius arquata) e la spatola (Platalea leucorodia).
Tra i rapaci troviamo: l'allocco (Strix aluco), il barbagianni (Tyto alba), la civetta (Athene noctua), il falco di palude (Circus aeruginosus), il gheppio comune (Falco tinnunculus), il nibbio bruno (Milvus migrans), il nibbio reale (Milvus milvus) e la poiana (Buteo buteo).
Nel canale è attestata di recente la presenza della lontra (Lutra lutra), specie a rischio di estinzione, mentre sugli argini pesca il martin pescatore (Alcedo atthis).
Degne di nota le popolazioni di tartarughe: sono presenti la tartaruga comune (Caretta caretta), la tartaruga di terra (Testudo hermanni) e la tartaruga palustre (Emys orbicularis). Il Centro recupero animali selvatici dell'oasi dl WWF cura le tartarughe marine in difficoltà, così come le testuggini, ossia le tartarughe terrestri.
Nel bosco vivono oltre 2 000 specie.
Tra i mammiferi che popolano la riserva ci sono la faina (Martes foina), la martora (Martes martes) e il tasso (Meles meles).
Tra i rettili, oltre alle tartarughe, si segnalano il biacco (Coluber viridiflavus), il cervone (Elaphe quatuorlineata) e l'orbettino italiano (Anguis veronensis).
Tra gli insetti è presente il raro coleottero Rosalia alpina, specie di interesse comunitario particolarmente vulnerabile, motivo d'istituzione del SIC e della zona di protezione speciale. Le specie di coleotteri presenti nella Riserva rappresentano il 20% delle specie italiane.

## Flora
Tra le piante, si trovano la barba di frate (Salsola soda), la calcatreppola (Eryngium campestre), il ravastrello marittimo (Cakile maritima), la gramigna della spiaggia (Agropyron junceum). Si trovano ancora il finocchio marino (Crithmum maritimum), l’euforbia marittima (Euphorbia paralias), il giglio marino (Pancratium maritimum). La macchia mediterranea annovera il lentisco (Pistacia lentiscus), il ginepro coccolone (Juniperus oxycedrus), la fillirea (Phyllirea latifolia), il rosmarino (Rosmarinus officinalis), il mirto (Myrtus communis) e il cisto (Cistus monspeliensis).
Si può osservare allo stato spontaneo la Glycyrrhiza glabra (liquirizia).
La vegetazione arborea è composta da frassino (Fraxinus excelsior), ontano nero (Alnus glutinosa), pioppo bianco (Populus alba), cerro (Quercus cerris), acero campestre (Acer campestre), alloro (Laurus nobilis), melo selvatico (Malus sylvestris), biancospino (Crataegus monogyna), fico (Ficus carica), sanguinella (Cornus sanguinea) e alaterno (Rhamnus alaternus).

## Strutture ricettive
Il centro visite dell'oasi è in Piazza Siris 1, a Policoro.

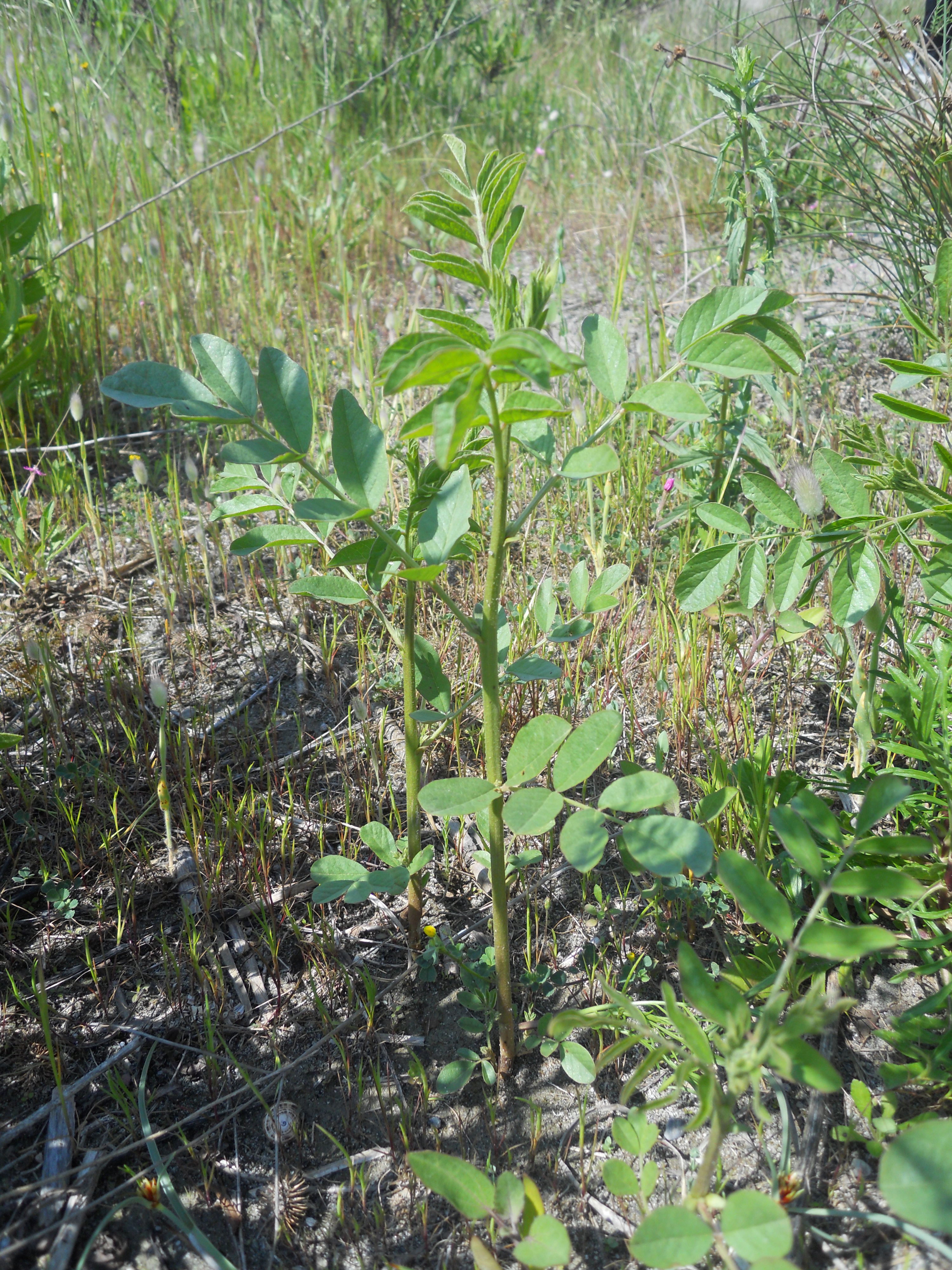
Pianta di liquirizia
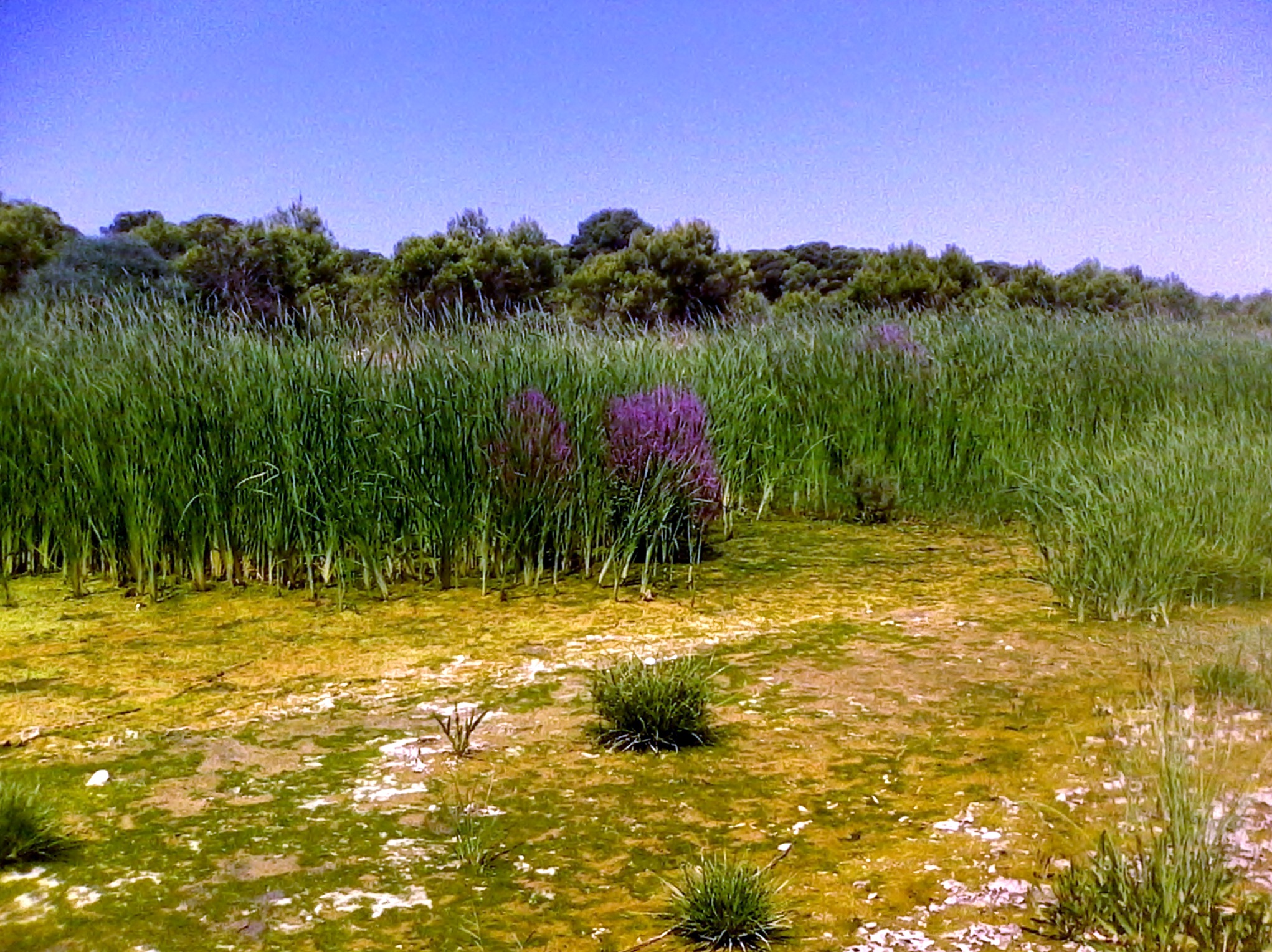
Giuncheto (al limitare, in fondo, si intravede il bosco planiziario)
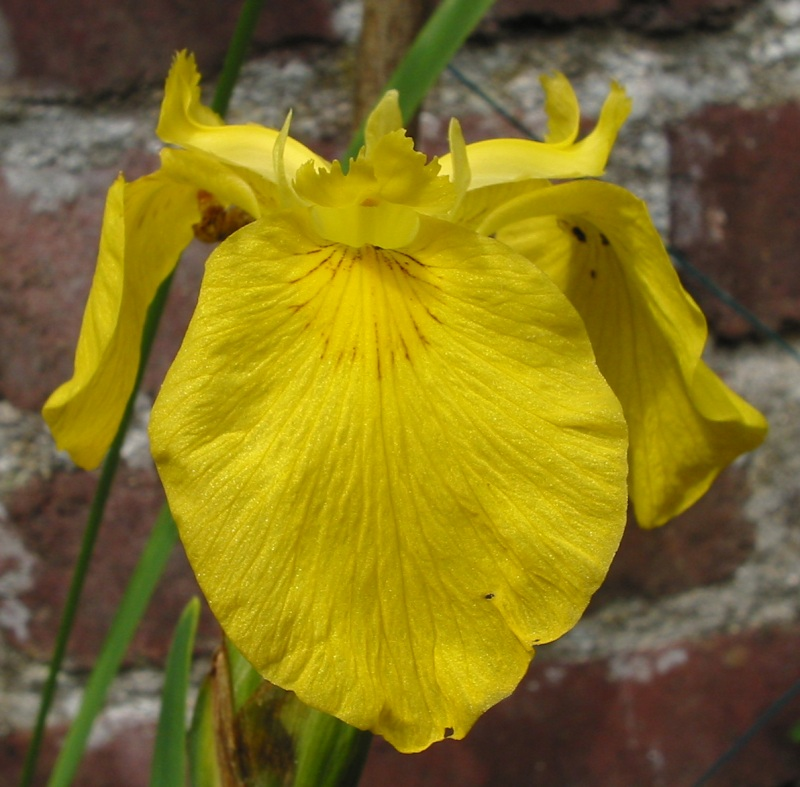
Iris pseudacorus (Iris palustre)
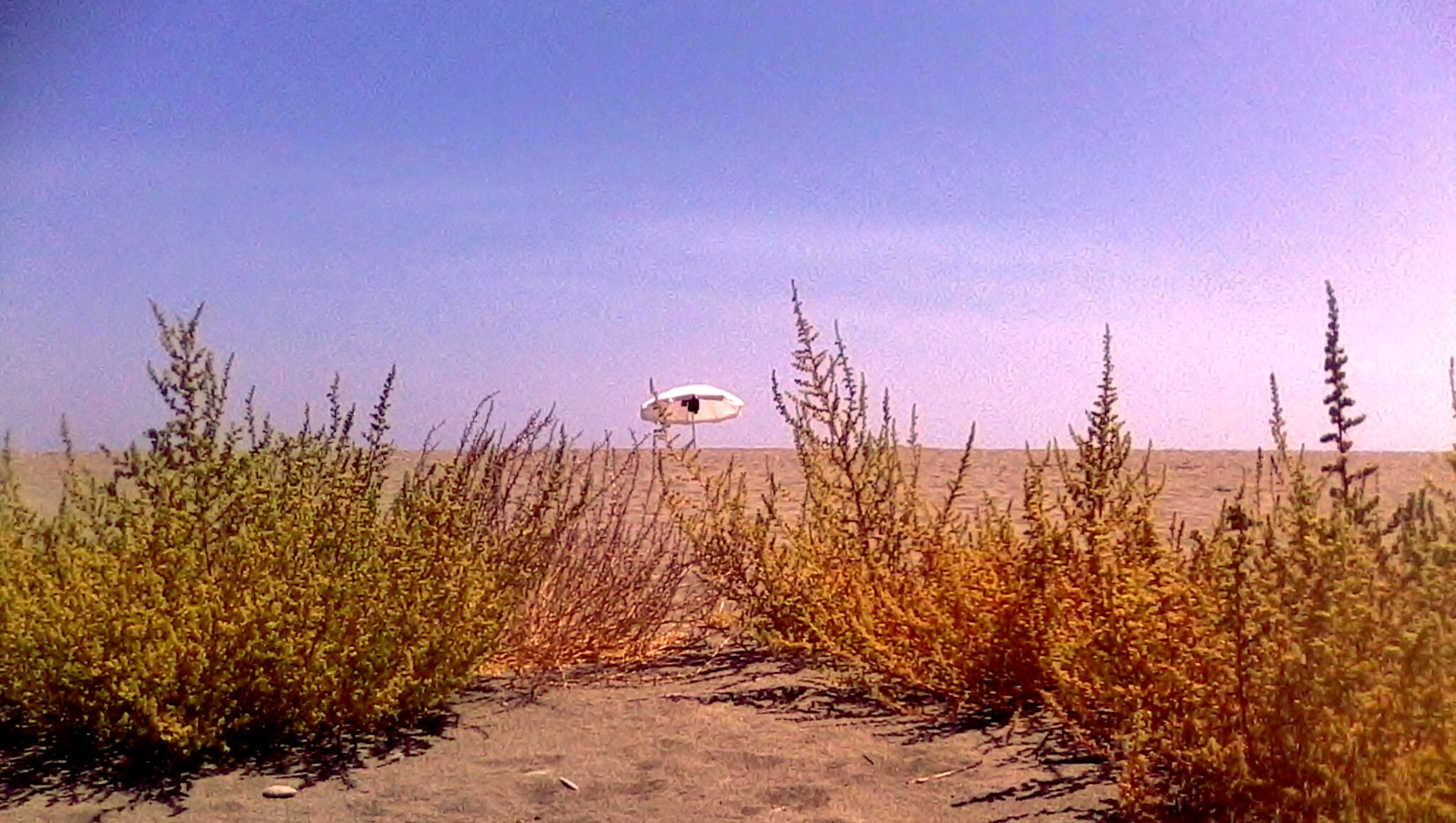
Vegetazione dell'ambiente dunale
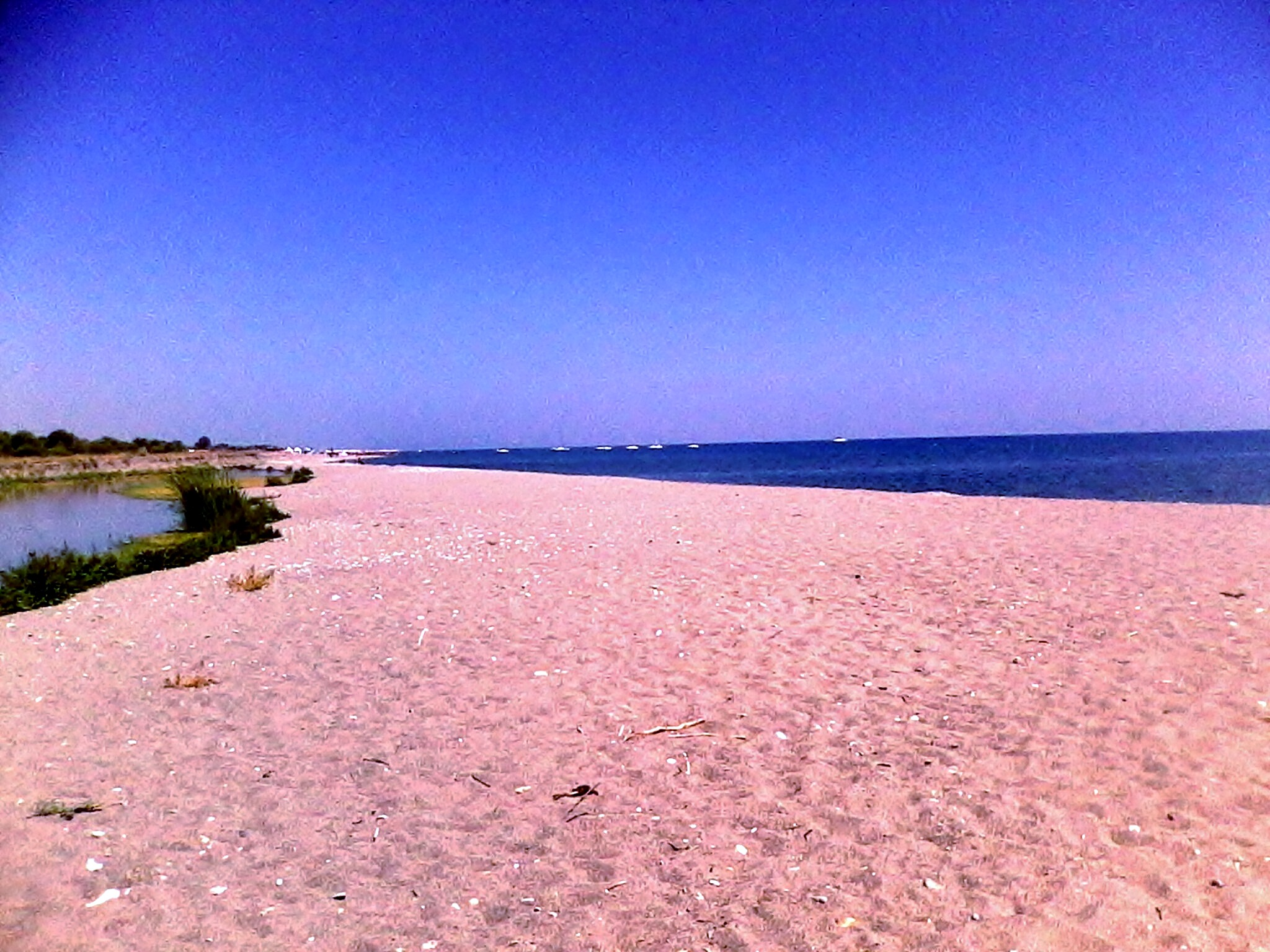
Spiaggia
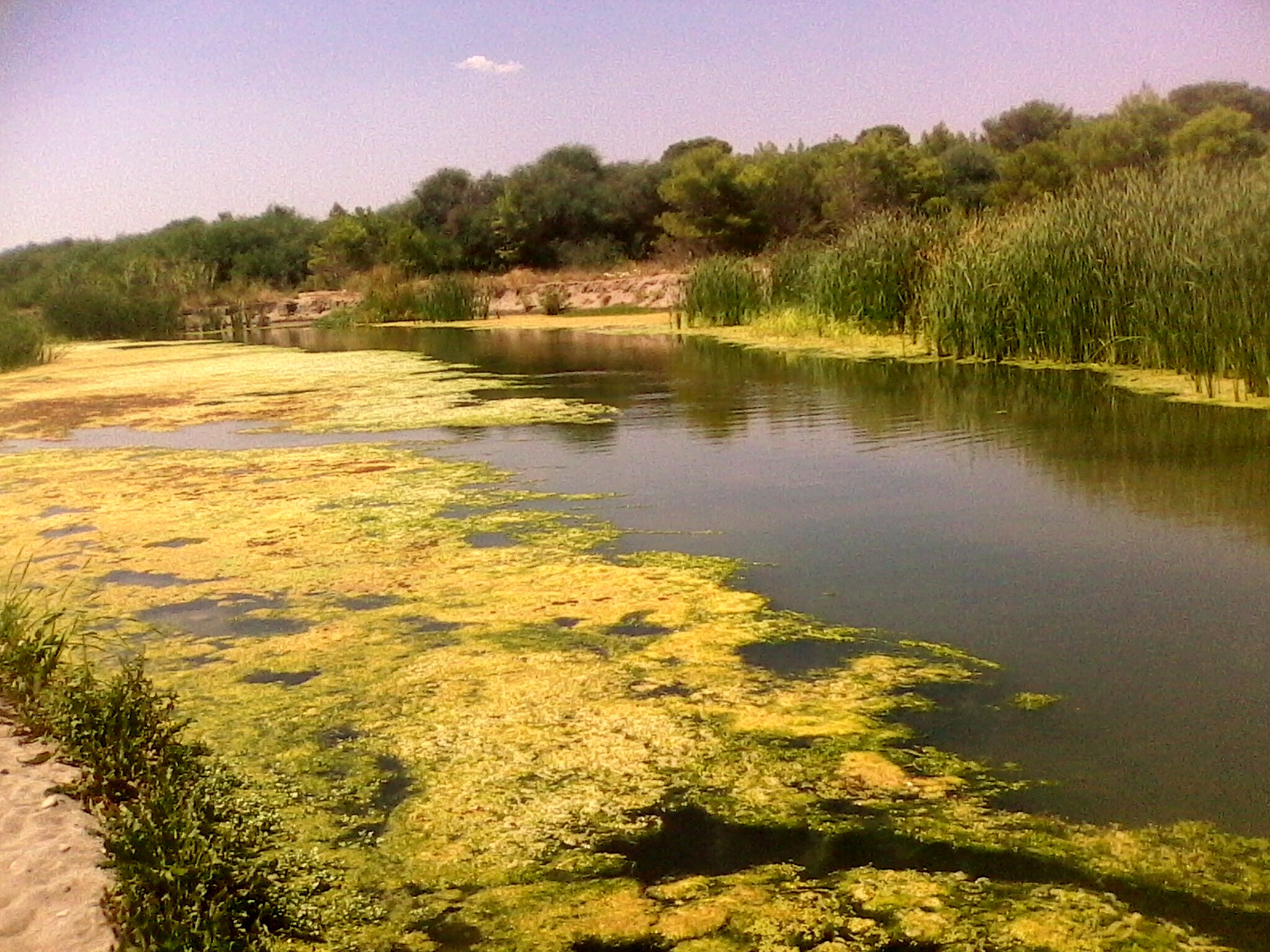
Stagno sulla spiaggia e sullo sfondo il bosco planiziale